# Saint-Thurien (Finistère)
Saint-Thurien is een gemeente in het Franse departement Finistère (regio Bretagne). De plaats maakt deel uit van het arrondissement Quimper. Saint-Thurien telde op 1 januari 2022 1.005 inwoners.

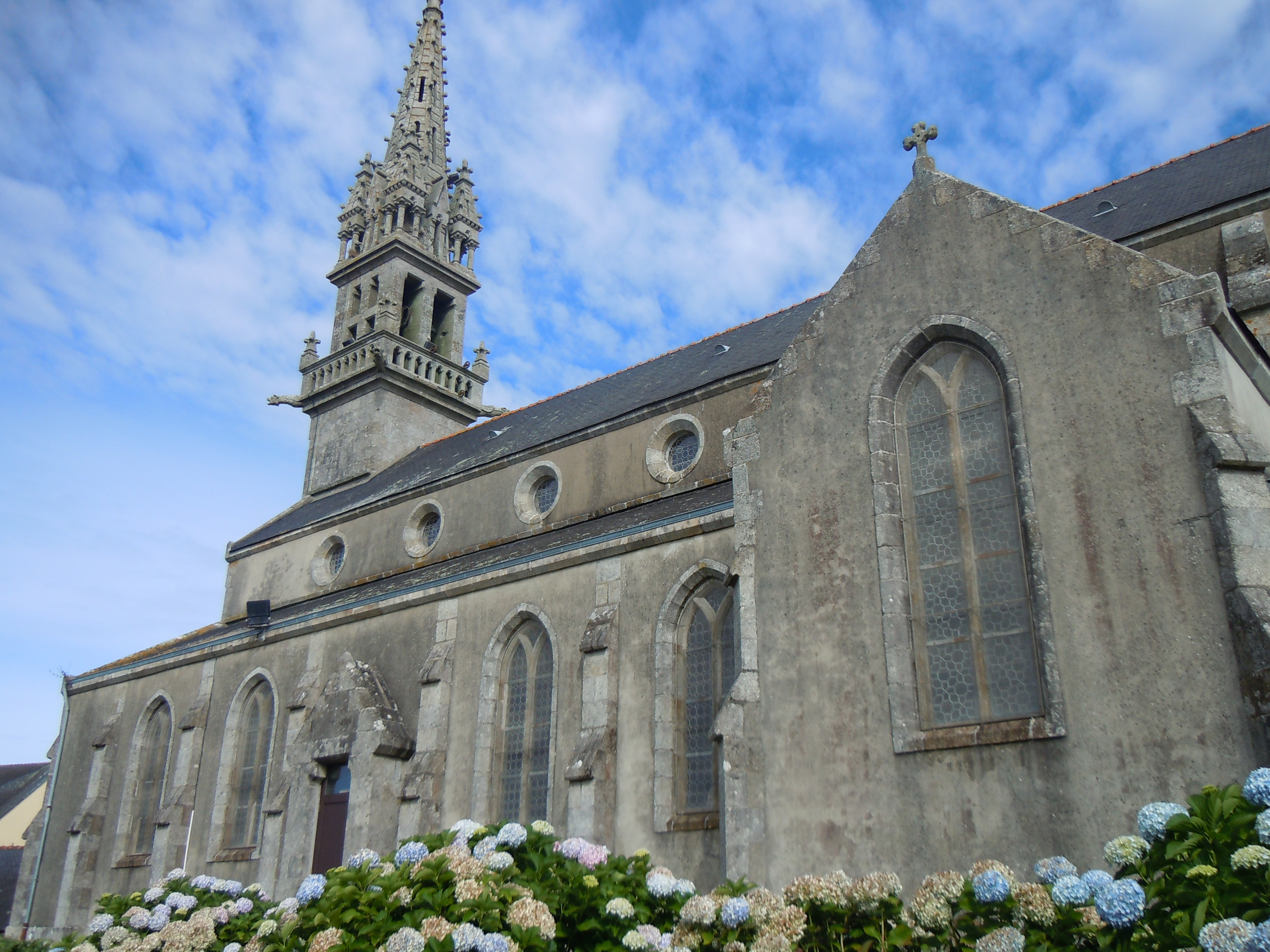
Kerk van Saint-Thurien
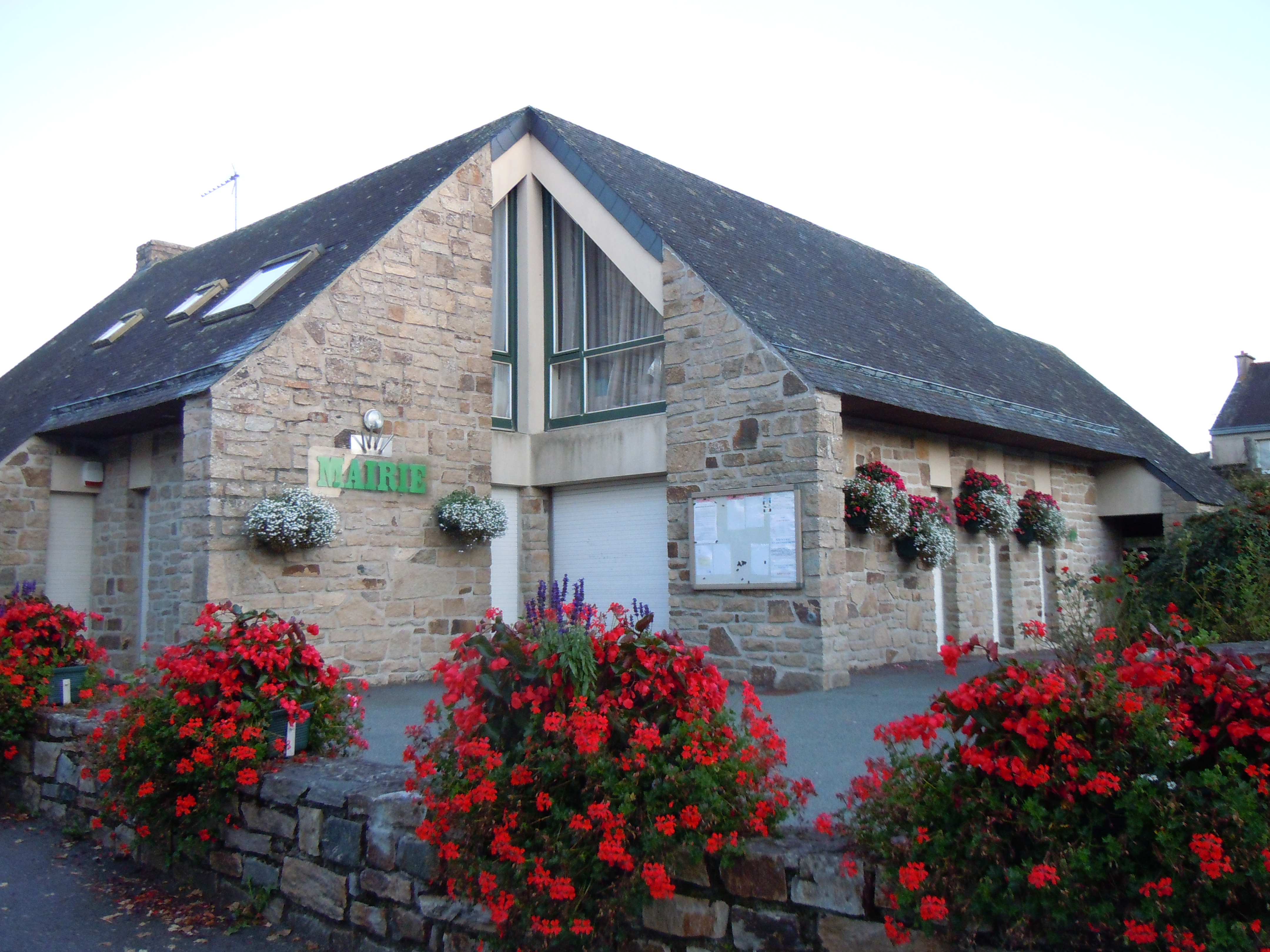
Gemeentehuis

## Geografie
De oppervlakte van Saint-Thurien bedroeg op 1 januari 2022 21,41 vierkante kilometer; de bevolkingsdichtheid was toen 46,9 inwoners per km².

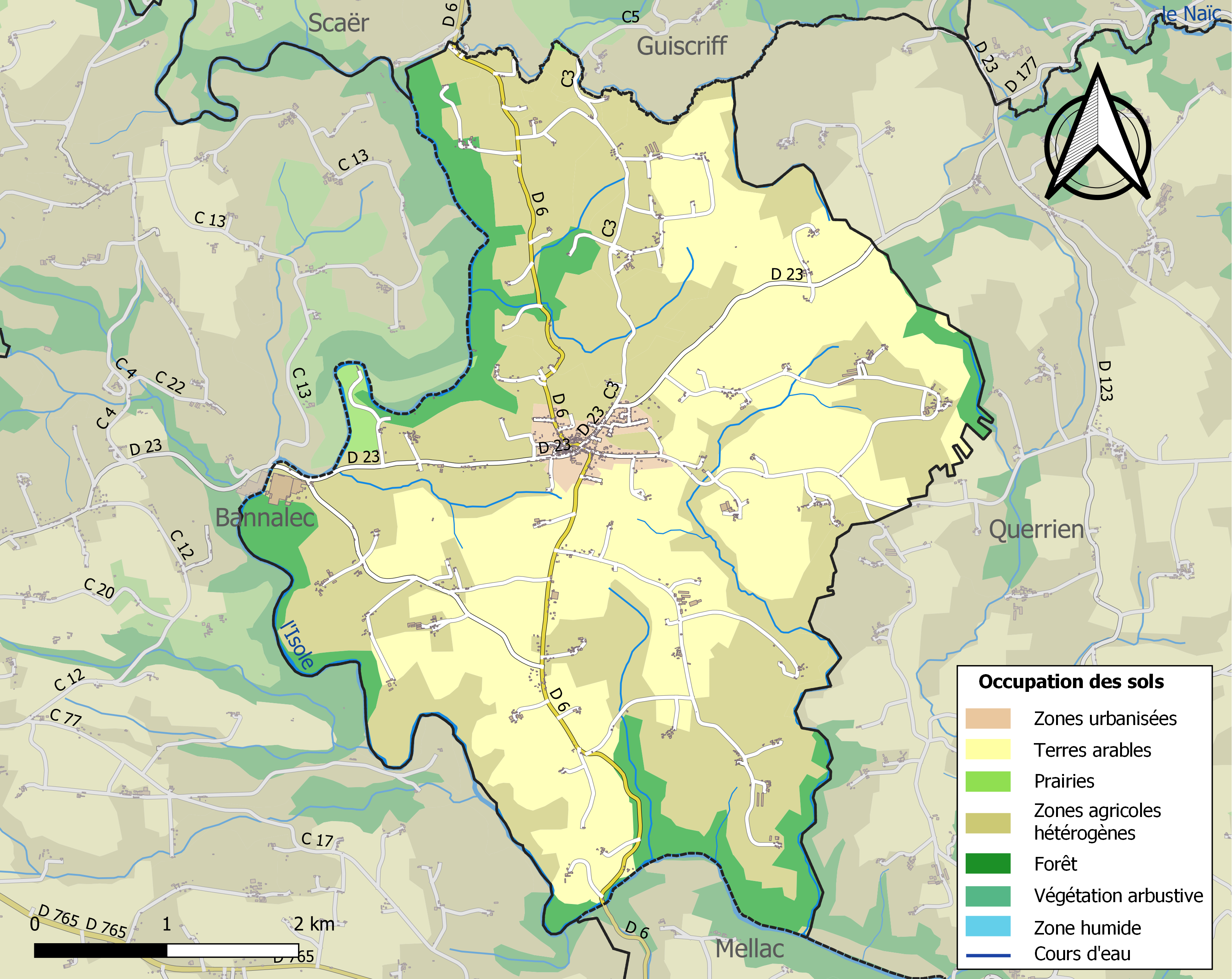
Kaart van de gemeente met belangrijkste infrastructuur, bodemgebruik en omliggende gemeenten

## Demografie
Onderstaande figuur toont het verloop van het inwonertal (bron: INSEE-tellingen).